# Colli Berici
I Colli Berici (detti anche meno frequentemente Monti Berici) sono un gruppo di rilievi collinari, formazione particolare nella pianura alluvionale su cui sorge Vicenza, originatisi sul fondo di un antico mare nell'arco di almeno un centinaio di milioni di anni. Importante cima per il territorio è il Monte Berico.

## Geografia
I Colli Berici risaltano nettamente, a sud di Vicenza, con una forma di parallelogramma, il cui asse maggiore, orientato in direzione nord-est/sud-ovest, è lungo circa 24 km, e con una superficie complessiva di circa 165 km². Il profilo è omogeneamente arcuato, compatto e non particolarmente elevato sul livello della pianura; la cima più alta è il Monte Lungo (445 m), nella frazione di San Giovanni in Monte.
Ai Colli Berici appartengono anche alcune modeste colline come la collina di Altavilla Vicentina a nord, il Monticello di Fara presso Sarego a ovest, le colline di Montegalda a sud. Il Monticello di Barbarano Vicentino e le colline di Albettone appartengono alla formazione collinare dei Colli Berici. Il colle di Lovertino, a sudest, rappresenta il continuamento dei vicini Colli Euganei.
I contorni sono abbastanza frastagliati su ogni lato, con alternanza di rientranze e sinuosità o con semplici incisioni sui fianchi, gli scaranti. I versanti sono ovunque piuttosto dolci e rettilinei, eccetto per il lato sudorientale, che presenta una sequenza pressoché continua di nude e verticali pareti rocciose.
Importante luogo di svago del fine settimana di molti vicentini è il Lago di Fimon, residuo di un più vasto bacino lacustre che si estendeva anticamente fino al paese di Fimon, da cui ha preso il nome, e situato in una vasta rientranza dei Colli Berici.

## Geologia
Le rocce, nella maggioranza carbonatiche, di cui consta l'ossatura dei Colli Berici, inducono ad attribuire un'origine marina al sistema collinare. Si aggiunga il ritrovamento di numerosi organismi, animali e vegetali, allo stato fossile (molluschi, ricci di mare, coralli, alghe, ecc.).
Si ipotizza quindi che la successione degli strati rocciosi sia l'esito di un lento e costante processo di deposizione di sabbie, fanghi e frammenti di gusci di molluschi sul fondo di un mare.

## Flora
La flora berica è caratterizzata da vegetazione termofila, di ambiente a clima caldo, o microterme, solite a vivere ad altitudini ben superiori. Questa situazione è imputabile alle enormi variazioni climatiche cui è stato sottoposto il luogo nel corso di milioni di anni: nell'Era glaciale si è probabilmente formata una flora microterma, accostata ad una vegetazione termofila nell'era subito successiva con un progressivo riscaldamento del globo.
Piante caratteristiche sono il lino delle fate o la Stipa pennata, inserite in un contesto saturo di flora euroasiatica.

## Fauna
La fauna dei Colli Berici, costituita oggi essenzialmente da animali tipici degli ambienti agrari e delle formazioni forestali degradate (cedui semplici e matricinati), risente di tutte quelle trasformazioni che hanno modificato il territorio e che si sono succedute nel corso di alcuni millenni fino ai giorni nostri.

## Comuni dei Colli Berici

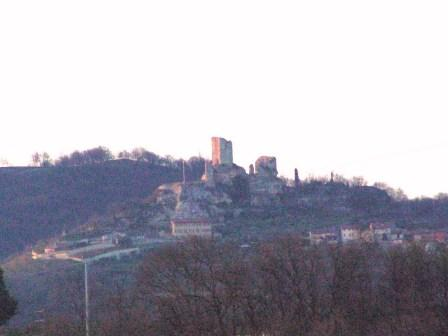
Uno scorcio dei Berici: la Rocca dei Vescovi a Brendola

- Alonte
- Altavilla Vicentina
- Arcugnano
- Barbarano Mossano
- Brendola
- Castegnero
- Longare
- Lonigo
- Nanto
- Orgiano
- Sarego
- Sossano
- Val Liona
- Vicenza
- Villaga
- Zovencedo

### Area Berica
Sono riuniti nel Patto territoriale dell'Area Berica i seguenti comuni:
- Agugliaro
- Albettone
- Alonte
- Asigliano Veneto
- Arcugnano
- Barbarano Mossano
- Brendola
- Campiglia dei Berici
- Castegnero
- Longare
- Lonigo
- Nanto
- Noventa Vicentina
- Orgiano
- Pojana Maggiore
- Sarego
- Sossano
- Val Liona
- Villaga
- Zovencedo

## Viticoltura
La morfologia dei Colli Berici è arricchita dalla presenza di terreni collinari declivi alternati a valli, dalla precisa connotazione di versanti, da un’altitudine che preserva da nebbie e da gelate tardive e esalta l’azione della radiazione solare con una lunga esposizione giornaliera alla luce nei mesi più importanti per lo sviluppo della vite e la maturazione dei grappoli.
Il microclima dei Colli Berici è molto favorevole alla coltivazione dei vigneti, con temperature particolarmente miti fino all’autunno inoltrato, una buona escursione termica tra giorno e notte e una limitata precipitazione annua (500 - 600 mm).
Cronache raccontano che sin dal XIII secolo tutta la parte nord dei Colli Berici era interamente coltivata a vite, così come le colline di Barbarano, proprietà del vescovo di Vicenza, il quale stabiliva i tempi di vendemmia e di lavorazione cosicché, proprio nel periodo più idoneo, i contadini non si distraessero dal curare le proprie vigne. Nelle grotte dei Colli Berici, inoltre, si invecchiavano i vini locali: l’ambiente buio, a temperatura costante e bassa ne assicurava la buona conservazione. Nel 1290 a Costozza vennero emanate norme commerciali, tecniche e protettive legate alla vite e al vino.
L’avvento della Repubblica Veneta diede un forte impulso alla viticoltura. Nell’Ottocento, ricerche commissionate dall’Arciduca d’Austria per i vini del Lombardo Veneto evidenziano aspetti tecnici e scelta di vitigni anche per i vini dei Colli Berici.
A partire dai primi anni dell’Ottocento, accanto ai due vitigni autoctoni della Garganega e del Tocai rosso, nei Colli Berici, sono stati importati vitigni internazionali provenienti dalla Francia, e in particolare dalla zona di Bordeaux, che messi a dimora nei Colli Berici hanno sviluppato nel tempo caratteristiche peculiari in relazione al terreno e al clima. Il Cabernet franc dei Colli Berici è stato il primo Cabernet DOC in Italia. Con la rinascita della produzione negli anni ’50 si è assistito ad un progressivo affinamento delle qualità, dei metodi di coltivazione, della stessa organizzazione produttiva che ha portato il 20 settembre 1973 al riconoscimento da parte del Ministero Italiano della Denominazione d’origine Controllata «Colli Berici».